# Vicariato apostolico delle Galápagos
Il vicariato apostolico delle Galápagos (in latino: Vicariatus Apostolicus Galapagensis) è una sede della Chiesa cattolica in Ecuador immediatamente soggetta alla Santa Sede. Nel 2022 contava 25.520 battezzati su 34.000 abitanti. È retto dal vescovo Áureo Patricio Bonilla Bonilla, O.F.M.

## Territorio
Il vicariato apostolico comprende la regione delle Galápagos, un arcipelago composto da 13 isole grandi 17 piccole e 47 isolotti, in pieno Oceano Pacifico.
Sede del vicariato è Puerto Baquerizo Moreno, sull'isola San Cristóbal, dove si trova la cattedrale dell'Immacolata Concezione di Maria Vergine.
Il territorio è suddiviso in 11 parrocchie.

## Storia
La prefettura apostolica di Galápagos fu eretta il 6 maggio 1950 con la bolla Peramplum quarumdam di papa Pio XII, ricavandone il territorio dalla diocesi di Guayaquil (oggi arcidiocesi).
Il 4 settembre 1954, con la lettera apostolica Quae una ab origine, lo stesso papa Pio XII proclamò la Beata Maria Vergine Immacolata patrona principale della prefettura apostolica.
Il 15 luglio 2008 la prefettura apostolica è stata elevata a vicariato apostolico con la bolla Quam Veneratus di papa Benedetto XVI.

## Cronotassi dei vescovi
Si omettono i periodi di sede vacante non superiori ai 2 anni o non storicamente accertati.
- Pedro Pablo Andrade Sánchez, O.F.M. † (5 aprile 1951 - 1959 dimesso)
- Juan de Dios Campuzano, O.F.M. † (20 novembre 1959 - 30 ottobre 1967 dimesso)
- Hugolino Cerasuolo Stacey, O.F.M. † (3 ottobre 1967 - 30 maggio 1975 nominato vescovo ausiliare di Guayaquil[2])
  - Sede vacante (1975-1980)
- Serafín Luis Alberto Cartagena Ocaña, O.F.M. (17 maggio 1980 - 10 settembre 1982 nominato vicario apostolico di Zamora[3])
  - Sede vacante (1982-1990)
- Manuel Antonio Valarezo Luzuriaga, O.F.M. (22 giugno 1990 - 29 ottobre 2013 ritirato)
- Áureo Patricio Bonilla Bonilla, O.F.M., dal 29 ottobre 2013

## Statistiche
Il vicariato apostolico nel 2022 su una popolazione di 34.000 persone contava 25.520 battezzati, corrispondenti al 75,1% del totale. Oltre ai residenti, circa 150.000 sono i visitatori delle isole ogni anno.
| anno | popolazione | popolazione | popolazione | presbiteri | presbiteri | presbiteri | presbiteri                | diaconi | religiosi | religiosi | parrocchie |
| anno | battezzati  | totale      | %           | numero     | secolari   | regolari   | battezzati per presbitero | diaconi | uomini    | donne     | parrocchie |
| ---- | ----------- | ----------- | ----------- | ---------- | ---------- | ---------- | ------------------------- | ------- | --------- | --------- | ---------- |
| 1963 | 3.000       | 3.150       | 95,2        | 4          |            | 4          | 750                       |         | 8         | 4         | 6          |
| 1968 | ?           | 3.300       | ?           | 6          |            | 6          | ?                         |         | 10        | 9         |            |
| 1973 | 5.000       | 5.200       | 96,2        | 6          | 1          | 5          | 833                       |         | 7         | 5         | 5          |
| 1980 | 5.000       | 5.200       | 96,2        | 4          | 1          | 3          | 1.250                     |         | 4         | 2         | 3          |
| 1990 | 13.800      | 14.400      | 95,8        | 4          |            | 4          | 3.450                     |         | 4         | 6         | 4          |
| 1999 | 13.500      | 16.000      | 84,4        | 7          | 5          | 2          | 1.928                     |         | 3         | 15        | 5          |
| 2000 | 14.000      | 17.000      | 82,4        | 8          | 6          | 2          | 1.750                     |         | 2         | 14        | 5          |
| 2001 | 14.000      | 17.000      | 82,4        | 8          | 7          | 1          | 1.750                     |         | 1         | 15        | 5          |
| 2002 | 14.100      | 17.166      | 82,1        | 7          | 6          | 1          | 2.014                     |         | 2         | 14        | 5          |
| 2003 | 14.500      | 18.000      | 80,6        | 8          | 7          | 1          | 1.812                     |         | 2         | 13        | 5          |
| 2004 | 14.600      | 19.000      | 76,8        | 9          | 7          | 2          | 1.622                     |         | 3         | 15        | 5          |
| 2008 | 16.000      | 21.000      | 76,1        | 9          | 9          |            | 1.778                     |         | 1         | 15        | 10         |
| 2010 | 17.000      | 22.500      | 75,6        | 15         | 13         | 2          | 1.133                     |         | 3         | 11        | 9          |
| 2014 | 17.900      | 24.000      | 74,6        | 18         | 16         | 2          | 994                       |         | 4         | 12        | 10         |
| 2017 | 23.940      | 28.435      | 84,2        | 11         | 9          | 2          | 2.176                     |         | 4         | 11        | 11         |
| 2020 | 24.200      | 30.000      | 80,7        | 18         | 16         | 2          | 1.344                     |         | 3         | 12        | 11         |
| 2022 | 25.520      | 34.000      | 75,1        | 12         | 10         | 2          | 2.126                     |         | 3         | 12        | 11         |